# Pierre Paulin Gourrège
Pierre-Paulin Gourrège (Bordeaux, 9 giugno 1749 – Cadice, 27 ottobre 1805) è stato un militare francese, capitano di vascello della Marina militare francese fu comandante del vascello da 74 cannoni Aigle durante la battaglia di Trafalgar.

## Biografia
Nacque a Bordeaux (dipartimento della Gironda) il 9 giugno 1749, figlio di Guillaume, capitano di nave, e di Marguerite-Elisabeth Boudan. Iniziò la sua carriera nella Marina mercantile nel 1764, diventando allievo pilota l'anno successivo, tenente nel 1772 e capitano di lungo corso nel 1777. Prestò servizio come vicecomandante de la Ville de Lyon (due campagne navali dal febbraio 1775 al maggio 1777), e quindi come comandante della navi mercantili Jeune Rose (agosto 1777 – febbraio 1778), Lisette (settembre 1785–settembre 1787), Mimy (aprile 1788–luglio 1789), totalizzando 14 anni e tre mesi di navigazione commerciale e visitando Santo Domingo, la Nuova Inghilterra e la Guinea. 
Nel 1791 divenne capitano di una compagnia della Guardia Nazionale a Bordeaux e il 1 luglio 1792 venne nominato tenente della Marine nationale. Il 13 novembre 1793 assunse il comando della fregata Fraternité con cui navigò da Brest al largo della Spagna meridionale prima di trasferirsi su vascello da 74 cannoni Brutus.
Il 21 marzo 1796 fu promosso comandante e il 22 settembre capitano.
Il 10 novembre fu nominato comandante della fregata da 40 cannoni Coquille, poi supervisionò la messa in servizio della fregata Indienne a Le Havre dal 20 ottobre 1797, e prese il comando della Créole il 12 aprile 1799.
Dopo aver preso parte a una fallita sortita con la divisione al comando del contrammiraglio Jean-Baptiste Raymond de Lacrosse, dove la Créole subì alcuni danni a causa di una collisione con la Fidèle, partecipò alle spedizioni condotte dal viceammiraglio Honoré-Joseph-Antoine Ganteaume nel 1801.
Durante la crociera fu assegnato temporaneamente al vascello da 80 cannoni Indivisible che comandò durante l'azione del 24 giugno 1801, dove insieme al vascello Dix-Août catturarono il vascello britannico Swiftsure.
Comandò poi il vascello Jean Bart dal 5 settembre 1801 e lo Aigle dal 28 novembre 1802. Nel 1803 prestò servizio con la sua nave al largo di Santo Domingo, traghettando truppe da Livorno a Cap-Français ed effettuando uno sbarco anfibio a Gonaïves, prima di ritornare a Cadice.
Il 5 febbraio 1804 fu nominato Cavaliere dell'Ordine della Legion d'onore e fu promosso Ufficiale il 14 giugno. Il vascello Aigle rinforzò la flotta franco-spagnola durante la campagna di Trafalgar e prese parte alla battaglia di Capo Finisterre e alla successiva battaglia di Trafalgar, dove fu ferito a morte allo scoppio della battaglia forse per errore dal fuoco del vascello spagnolo Principe de Asturias. Il vascello Aigle fu catturata dai britannici durante la battaglia, riconquistata in seguito dal suo stesso equipaggio ammutinatosi contro gli inglesi, ma alla fine fece naufragio vicino a Cadice. Gourrège morì per le ferite riportate sei giorni dopo la battaglia, il 27 ottobre 1805.

### Annotazioni
1. ↑  Il capitano di vascello Gourrège, il suo secondo e due terzi dell'equipaggio vennero messi fuori combattimento.

### Fonti
1. ↑  Roche 2005, p. 25.
2. 1 2 3 4 5 6 7 8 9 10 11  Quintin, Quintin 2003, p. 157.
3. ↑  Roche 2005, p. 225.
4. ↑  Troude 1867, p. 311.
5. ↑  Troude 1867, p. 386.